# Mai 2022
Acest articol este generat integral pe baza informațiilor din articolul 2022 și este actualizat periodic de un robot.
 Editările făcute în articol vor fi șterse la următoarea actualizare! Dacă doriți să faceți modificări, editați articolul-sursă.

ianuarie -
februarie -
martie -
aprilie -
mai -
iunie -
iulie -
august -
septembrie -
octombrie -
noiembrie -
decembrie
Mai 2022 a fost a cincea lună a anului și a început într-o zi de duminică.

## Evenimente
- 5 mai: Alegeri în Irlanda de Nord în cele 28 districte, pentru desemnarea celor 90 deputați ai Adunării Legislative Naționale (Stormont).
- 9 mai: Prim-ministrul Sri Lankei Mahinda Rajapaksa a demisionat ca urmare a protestelor masive împotriva guvernului său din întreaga țară. El este succedat de Ranil Wickremesinghe ca prim-ministru trei zile mai târziu.
- 9 mai: Alegeri generale în Filipine. Ferdinand Marcos Jr. este ales Președintele Republicii Filipine.
- 10-14 mai: Concursul Muzical Eurovision 2022 are loc la Torino, Italia. Câștigătoarea a fost desemnată Ucraina, cu melodia „Stefania”, interpretată de Kalush Orchestra.
- 12 mai: Săgetător A*, gaura neagră supermasivă din centrul Căii Lactee, este fotografiată direct pentru prima dată.
- 13 mai: Președintele Franței Emmanuel Macron a depus jurământul pentru cel de al doilea mandat de Președinte la Palatul Elysee.
- 13 mai: Președintele Emiratelor Arabe Unite și conducătorul orașului Abu Dhabi Khalifa bin Zayed Al Nahyan a murit la vârsta de 73 de ani. Vicepreședintele și prim-ministrul Mohammed bin Rashid Al Maktoum îi urmează ca președinte interimar până a doua zi, când fratele vitreg al lui Khalifa, Mohamed bin Zayed Al Nahyan (care i-a succedat ca conducător al Abu Dhabi după moartea sa) a fost ales al treilea președinte al Emiratelor Arabe Unite de către Consiliul Suprem Federal.
- 14 mai: Invazia Rusiei în Ucraina (2022): Forțele ruse se retrag din al doilea oraș ca mărime al Ucrainei, Harkov, în nord-estul țării.
- 15 mai: Președintele Finlandei, Sauli Niinistö, și Comitetul Ministerial pentru Politică Externă și de Securitate decid că, după consultarea Parlamentului, Finlanda va solicita aderarea la NATO.
- 15 mai: Hassan Sheikh Mohamud, a fost ales președinte al Somaliei pentru următorii patru ani.
- 16 mai: Suedia confirmă că va solicita aderarea la NATO, după decenii de nealiniere.
- 16 mai: Invazia Rusiei în Ucraina (2022): Asediul din Mariupol se încheie cu o victorie rusă, deoarece trupele ucrainene sunt evacuate din Mariupol.
- 18 mai: Clubul german Eintracht Frankfurt a învins clubul scoțian Rangers și a câștigat finala UEFA Europa League 2022 de la Sevilla, Spania.
- 21 mai: Alegeri federale în Australia. Partidul Laburist condus de Anthony Albanese învinge Guvernul de Coaliție Liberal/Național condus de prim-ministrul Scott Morrison. Albanese va depune jurământul pe 23 mai.
- 25 mai: Clubul italian AS Roma a învins echipa olandeză Feyenoord cu 1–0 pentru a câștiga finala inaugurală a UEFA Europa Conference League, disputată pe Arena Kombëtare din Tirana, Albania.
- 25 mai: Liderul de opoziție Robert Golob este ales noul prim-ministru al Sloveniei după o lună de la victoria alegerilor parlamentare pe 24 aprilie, înlocuindu-l pe conservatorul Janez Janša.
- 28 mai: Clubul spaniol Real Madrid a învins cu 1–0 clubul englez Liverpool pentru a câștiga finala Ligii Campionilor UEFA 2021–22 disputată pe Stade de France din Paris, Franța.

## Decese
Ilan Ghilon, 65 ani, politician socialist israelian originar din România, deputat în Knesset-ul statului Israel (1999–2003, 2009–2020), (n. 1956)
Ivica Osim, 80 ani, fotbalist (atacant) și antrenor bosniac (n. 1941)
Ursula Braun-Moser, 84 ani, policiană germană, membră al Parlamentului European (1984–1989, 1990–1994), (n. 1937)
Tony Brooks (Charles Anthony Standish Brooks), 90 ani, pilot englez de Formula 1 (n. 1932)
Lino Capolicchio, 78 ani, actor italian de teatru, cinema și televiziune (n. 1943)
Norman Mineta (Norman Yoshio Mineta), 90 ani, politician american (n. 1931)
Stanislav Șușchievici (Станісла́ў Станісла́вавіч Шушке́віч), 87 ani, politician belarus, primul președinte al Republicii Belarus (1991–1994), (n. 1934)
Niculae Florea, 100 ani,  inginer chimist și pedolog român (n. 1921)
Kenneth Welsh (aka Ken Welsh), 80 ani, actor canadian de film (n. 1942)
Alan Gillis, 85 ani, om politic irlandez, membru al Parlamentului European (1994–1999), (n. 1936)
Patricia A. McKillip, 74 ani, autoare americană de fantezie și literatură SF (n. 1948)
Iuri Averbah (Юрий Львович Авербах), 100 ani, șahist rus (n. 1922)
Elisa Maria Damião, 75 ani, politiciană portugheză, membră al Parlamentului European (1998–2004), (n. 1946)
Simion Mironaș, 56 ani, fotbalist român (n. 1965)
Fred Ward (Freddie Joe Ward), 79 ani, actor și producător american de film (Jocul cu moartea, Cursa spațială, Creaturi ucigașe), (n. 1942)
Leonid Kravciuk (Леонід Макарович Кравчук), 88 ani, politician ucrainean, primul președinte al Ucrainei indepedente (1991–1994), (n. 1934)
Teresa Berganza (María Teresa Berganza Vargas), 89 ani, solistă spaniolă de operă (mezzosoprană), (n. 1933)
Ben Roy Mottelson, 95 ani, fizician danez de etnie americană, laureat al Premiului Nobel (1975), (n. 1926)
Khalifa bin Zayed Al Nahyan, 73 ani, politician din Emiratele Arabe Unite, președinte al Emiratelor Arabe Unite (2004–2022), (n. 1948)
Jerzy Trela (Jerzy Józef Trela), 80 ani, actor polonez (n. 1942)
Șerban Valeca (Șerban Constantin Valeca), 65 ani, fizician și politician român (n. 1956)
Vangelis (n. Evangelos Odysseus Papathanassiou), 79 ani, compozitor grec (n. 1943)
Henry Mavrodin, 84 ani, pictor român (n. 1937)
Mariana Cioromila, 70 ani, solistă română de operă (mezzosoprană), stabilită în Brazilia (n. 1952)
Aurel Romila, 87 ani, medic psihiatru român (n. 1934)
Francesco Ferrari, 75 ani, politician italian, membru al Parlamentului European (2004–2009), (n. 1946)
Anita Gradin, 88 ani, politiciană suedeză, Comisar European (1995–1999), (n. 1933)
Ilkka Suominen, 83 ani, politician finlandez, membru al Parlamentului European (1999–2004), (n. 1946)
Sylvia Hoișie, 94 ani, unul dintre medicii cercetători români (n. 1927)
Andrew Fletcher (Andrew John Leonard Fletcher), 60 ani, muzician englez (Depeche Mode), (n. 1961)
Ray Liotta (Raymond Allen Liotta), 67 ani, actor american (Băieți buni), (n. 1954)
Ciriaco de Mita (Luigi Ciriaco De Mita), 94 ani, politician italian, prim-ministru al Republicii Italiene (1988-1989), (n. 1928)
Alan White, 72 ani, muzician englez (baterist), (Yes), (n. 1949)
Angelo Sodano, 94 ani, prelat al Sfântului Scaun, Secretar de Stat al Sfântului Scaun (1991–2006), (n. 1927)
Michael Sela, 98 ani, imunolog israelian, membru de onoare al Academiei Române, laureat al Premiului Wolf pentru medicină (1998), (n. 1924)
Bujar Nishani, 55 ani, politician albanez, președinte al Republicii Albaneze (2012–2017), (n. 1966)
Yves Piétrasanta, 82 ani, politician francez, membru al Parlamentului European (1999–2004), (n. 1939)
Evaristo Carvalho (Evaristo do Espírito Santo Carvalho), 79 ani, politician, prim-ministru (1994, 2001–2002) și al 4-lea președinte al statului São Tomé și Príncipe (2016–2021), (n. 1942)
Virgil Dridea, 81 ani, fotbalist și antrenor român (n. 1940)
Vasile Rădulescu, 77 ani, deputat român (1990-1992), (n. 1945)